# William Dampier
William Dampier [viljem dampír] (zřejmě 5. září 1652, East Coker – březen 1715, Londýn) byl anglický mořeplavec, kapitán, pirát, první anglický autor realistické zprávy o Austrálii, dnes tudíž jeden z nejznámějších mořeplavců.

## Život

### Raná léta
William Dampier se narodil nejpravděpodobněji 5. září 1652. Ve svém mládí vystřídal řadu nejrůznějších povolání jako je žoldnéř, námořník, plantážník, ale nakonec se rozhodl pro řemeslo, které ho přitahovalo už od dětství pirátství. Spolu s dalšími piráty, které postupem času poznal se vydal na počátku 80. let 17. století do Tichomoří, kde přepadal, dobýval, drancoval a vypaloval španělské osady na americkém pobřeží. Se svou lodí se však dostali až do oblasti čínských vod. Zanedlouho se stala loď, na které byl i Dampier, obávanou hrozbou několika pobřežních osad.

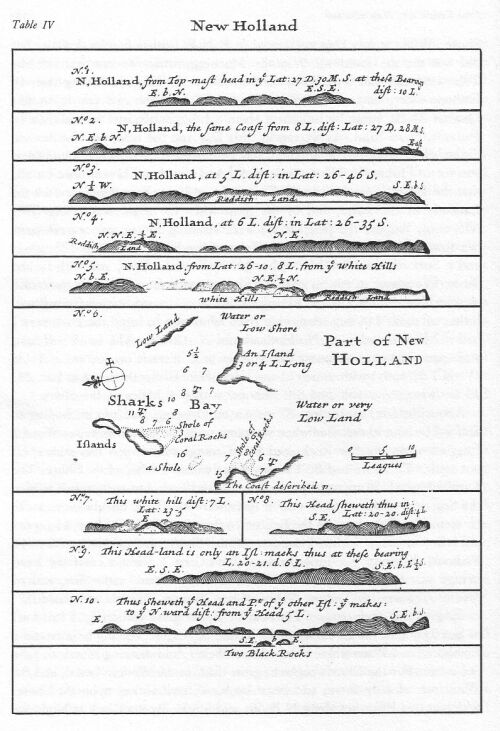
Ukázka z mapy Nového Holandska vytvořená Dampierem v roce 1699

Koncem 80. let se jejich nechvalně známá loď Cygnet (Labuť) objevila krátce u pustého severozápadního pobřeží Nového Holandska (Austrálie) a úzkou zátoku, kterou projížděli a v které narazili na desítky žraloků, nazvali Žraločí zátokou (Shark Bay). V roce 1688 se krátce zastavil na Vánočním ostrově (první tam zaznamenané vylodění). Ostrov shledal neobydlený.

### Vrcholná léta a další plavby
Neprozkoumaná či tajemná místa přitahovala Dampiera odjakživa, a proto podnikl několik dalších pozoruhodných plaveb, na kterých poznal západní Tichomoří, Novou Guineu, Filipíny a pobřeží jihovýchodní Asie. Nejprve se plavil pod pirátskou vlajkou, o něco později ve službách Východoindické námořní společnosti a do své rodné Anglie se vrátil v roce 1691. Své dobrodružné zážitky z dalekých zemí a moří si Dampier na rozdíl od svých druhů literárně zpracovával, což nám dnes poskytuje nedocenitelné údaje o jeho plavbách a cestách. Jeho ve své době jedinečné mapy, botanické i mineralogické sbírky a zejména jeho světoznámá kniha Nová cesta kolem světa (1697; anglicky A New Voyage Round the World) ho celosvětově proslavily.
V lednu 1699 vyplul Dampier znovu na svou cestu po světě, tentokrát už jako vážený kapitán královské lodi Roebuck (Srnec). Jejich plavba nebyla vůbec snadná a posádku trápil nedostatek pitné vody. Přece jenom se na počátku srpna ocitl Dampier v západoaustralském pobřeží a sledoval jeho linii k severu. Po několikadenní plavbě zakotvil Dampier už ve svém Žraločím zálivu, který neviděl několik let. V této době už začal nedostatek pitné vody pronikat do chování a nálady členů posádky, a tak se Dampier rozhodl po šesti nedělích plavby na Roebucku podél pobřeží udělat přestávky a nechat posádku hledat na souši pitnou vodu. Tento pokus se však stal neúspěšným, jelikož na souši nalézal jen písek, klokany a divoké domorodce. Nakonec se Dampier rozhodl upustit od dalšího průzkumu a zamířil k Tichomoří a Nové Guineji.
Také kvůli špatném technickém stavu lodi nestihl Dampier prozkoumat východní pobřeží Nového Holandska (Austrálie), jež mu ukládaly směrnice Admirality. Ani zpáteční cesta nepatřila k nejlepším, jelikož Roebuck na zpáteční cestě ztroskotala u pobřeží ostrova Ascension, ale Dampier měl štěstí a záhy ztroskotance zachránila jiná anglická loď. Tato plavba však přinesla své plody i přes její nešťastný průběh. Důkazem toho jsou cenné mapy západního pobřeží Nového Holandska, které zachránil před věčným ztracením při ztroskotání jeho lodi. Dalším plodem je objevení několika ostrovů v blízkosti Žraločího zálivu, které dnes nesou spolu s poloostrovem v severozápadní Austrálii Dampierovo jméno.
Po více než sto let vyvolávaly jeho údaje mezi geografy četné spekulace. Až do poslední doby a do určité míry i dnes se nemohou geografové jednohlasně domluvit na jednom názoru. Zpochybnil totiž, což i v jeho době způsobilo velkou paniku, Tasmanovu teorii o souvislé linii západního pobřeží Nového Holandska a snažil se prosadit názor, že jde spíše jen o shluk větších ostrovů. Nutno uznat, že v jeho četných geografických údajích je několik hrubých chyb, ale i přesto si zaslouží Dampier úctu.

### Pozdější léta, smrt a dědictví
I ve svém pokročilém věku byl Dampier stále aktivní a stále rád, i když omezeněji cestoval po moři. Jižní moře, které Dampier miloval, navštívil ještě jednou v životě, tentokrát jako účastník pirátské výpravy Woodese Rogerse. Jejich cílem byly ostrovy Juana Fernándeze, kam dopluli v roce 1709 a kde osvobodili kormidelníka Alexandra Selkirka, vysazeného sem před lety za trest jeho kapitánem. Selkirova dobrodružství později inspirovala slavného Daniela Defoa v jeho knize Robinson Crusoe, která vyšla v roce 1719 a která si získala neuvěřitelnou pozornost jak anglických čtenářů, tak pozornost velké části světa.
Dampier zemřel už v březnu 1715, aniž se mu podařilo dostat náležitý podíl z bohaté kořisti Rogersovy výpravy.
Dampierovým názorům přikládali učenci i státníci značnou váhu, ale však jeho opovržlivá charakteristika Nového Holandska způsobila pokles zájmu o „australský“ kontinent, který trval několik desetiletí. Značně se na Dampierově slávě podepsalo i pirátství, které vykonával od raného mládí a vrátil se k němu i v jeho pozdějších letech. Zájem o nový kontinent vzrostl až v té době, když Angličané nalezli v tajných archivech dobyté Manily Torresovu zprávu a opisy zpráv dalších španělských a holandských mořeplavců. Vždy však byla Austrálie oblíbeným dějištěm exotických románů.